# Catalonia Open 2025
Il Catalonia Open 2025 è stato un torneo femminile di tennis giocato sui campi in terra rossa. È stata la 3ª edizione del torneo, facente parte della categoria WTA 125. Si è giocato al Vic Tennis Club di Vic in Spagna dal 28 aprile al 3 maggio 2025.

## Partecipanti al singolare

### Teste di serie
| Nazionalità   | Giocatrice         | Ranking* | Testa di serie |
| ------------- | ------------------ | -------- | -------------- |
| Canada        | Leylah Fernandez   | 25       | 1              |
| Nuova Zelanda | Lulu Sun           | 45       | 2              |
| Rep. Ceca     | Kateřina Siniaková | 57       | 3              |
| Australia     | Kimberly Birrell   | 61       | 4              |
| Messico       | Renata Zarazúa     | 67       | 5              |
| Australia     | Maya Joint         | 78       | 6              |
| Australia     | Ajla Tomljanovic   | 79       | 7              |
|               | Kamilla Rachimova  | 83       | 8              |

* Ranking al 21 aprile 2025.

### Altre partecipanti
Le seguenti giocatrici hanno ricevuto una wild card per il tabellone principale:
- Aliona Bolsova
- Marina Bassols Ribera

Le seguenti giocatrici sono passate dalle qualificazioni:
- Lucía Cortez Llorca
- Aleksandra Krunić
- Ane Mintegi del Olmo
- Ruth Roura Llaverias

## Partecipanti al doppio

### Teste di serie
| Nazione     | Giocatrice       | Nazione | Giocatrice       | Rank1 | Seed |
| ----------- | ---------------- | ------- | ---------------- | ----- | ---- |
| Kazakistan  | Anna Danilina    |         | Irina Chromačëva | 32    | 1    |
| Stati Uniti | Desirae Krawczyk | Messico | Giuliana Olmos   | 51    | 2    |

* Ranking al 21 aprile 2025.

### Altre partecipanti
La seguente coppia di giocatrici ha ricevuto una wild card per il tabellone principale:
- Bianca Andreescu /  Aldila Sutjiadi

## Campionesse

### Singolare
Dalma Gálfi ha sconfitto in finale  Rebeka Masarova con il punteggio di 6-3, 6-0.

### Doppio
Bianca Andreescu /  Aldila Sutjiadi hanno sconfitto in finale  Leylah Fernandez /  Lulu Sun con il punteggio di 6-2, 6-4.